# Cabedelo (ort)
Cabedelo är en ort i Brasilien.   Den ligger i kommunen Cabedelo och delstaten Paraíba, i den östra delen av landet, 1 700 km nordost om huvudstaden Brasília. Cabedelo ligger 7 meter över havet och antalet invånare är 54 839.
Terrängen runt Cabedelo är platt. Havet är nära Cabedelo åt nordost. Trakten är tätbefolkad. Närmaste större samhälle är João Pessoa, 15,2 km söder om Cabedelo. 